# Конференција о агротуризму - АГРОТОП
Конференција о агротуризму - АГРОТОП је научно-стручна конференција која се одржава у Прокупљу и чији је организатор Одсек за пољопривредно-прехрамбене студије.
Циљ конференције је развој агротуризма у Прокупљу и Топличком округу, уз верски, вински, бањски, културно-историјски и рекреативни туризам.
Прва конференција одржана је 04.6.2021. године под називом „Значај агротуризма на развој локалне заједнице“ у сарадњи са Туристичком организацијом Прокупља.
Друга конференција, под називом „Значај руралног туризма у развоју руралних подручја Србије“, одржана је 9. јуна 2022. године.
Трећа конференција о агротуризму - АГРОТОП 2023 одржана је 11. и 12. јула 2023. године под називом „ Актуелни изазови на пољу туризма - пољопривреде хране“.
Конференција је у трећој години добила и међународни карактер. Први дан – 11.07.2023. године, представљени су радови у пет секција: агротуризам, биљна производња, анимална производња, прехрамбена технологија и заштита биља. Другог дана конференције одржана је постер презентација радова. 